# Nirmol Vincent Gomes
Nirmol Vincent Gomes SDB (* 8. Februar 1959 in Ranaghat, Indien) ist ein indischer Ordensgeistlicher und römisch-katholischer Bischof von Krishnagar.

## Leben
Nirmol Vincent Gomes besuchte zunächst das Knabenseminar der Salesianer Don Boscos und trat anschließend in das Noviziat der Salesianer in Shillong ein. Er legte am 24. Mai 1979 die Profess ab und studierte Philosophie am Salesianerkolleg in Sonada im Distrikt Darjeeling. Theologie studierte er an der Päpstlichen Universität der Salesianer in Rom, an der er von 1988 bis 1991 auch ein Lizenziatsstudium in Pädagogik absolvierte. Am 22. Juli 1989 empfing er durch den Bischof von Dinajpur, Theotonius Gomes CSC, das Sakrament der Priesterweihe.
Von 1991 bis 1997 war er Studiendekan am Kolleg in Sonada, das er von 2000 bis 2006 leitete. In den dazwischenliegenden Jahren studierte er erneut in Rom und wurde an der Salesianeruniversität in Pädagogik promoviert. Von 2006 bis 2007 war er Beichtvater und anschließend bis 2009 Rektor der Don-Bosco-Schule in Krishnagar. Nach kurzer Tätigkeit in der Pfarrseelsorge war er von 2010 bis 2014 wieder als Schulleiter tätig. Von 2014 bis 2020 war er Provinzial der Salesianer in Kalkutta. Anschließend war er stellvertretender Direktor des Noviziats in Darjeeling.
Am 30. April 2022 ernannte ihn Papst Franziskus zum Bischof von Krishnagar. Der emeritierte Weihbischof in Dhaka, Theotonius Gomes CSC, der ihn bereits zum Priester geweiht hatte, spendete ihm am 23. Juli desselben Jahres vor der Kathedrale von Krishnagar die Bischofsweihe. Mitkonsekratoren waren der Erzbischof von Yangon, Charles Maung Kardinal Bo SDB, und der Erzbischof von Kalkutta, Thomas D’Souza, der das Bistum Krishnagar während der mehr als drei Jahre währenden Sedisvakanz als Apostolischer Administrator verwaltet hatte.